# Arthragrostis
Arthragrostis és un gènere de plantes de la família de les poàcies, ordre de les poals, subclasse de les commelínides, classe de les liliòpsides, divisió dels magnoliofitins.

## Taxonomia
- Arthragrostis aristispicula B.K. Simon
- Arthragrostis clarksoniana B.K. Simon
- Arthragrostis deschampsioides (Domin) Lazarides